# Yoshikazu Yasuhiko
Yoshikazu Yasuhiko (安彦良和?, Yasuhiko Yoshikazu, noto anche come Yas; Engaru, 9 dicembre 1947) è un animatore, sceneggiatore, regista, character designer ed autore di fumetti giapponese.

## Biografia

### Gli esordi e il sodalizio con Tomino
Abbandonati gli studi presso l'Università di Hirosaki, nel 1970 inizia a collaborare con la Mushi Production di Osamu Tezuka come assistente animatore dell'allora sconosciuto Yoshiyuki Tomino e nel 1971 debutta come character designer nella serie Jane e Micci. Dopo circa tre anni, consolidato il rapporto artistico con Tomino, lo segue e passa a collaborare con un piccolo studio indipendente, appena fondato dallo stesso Tomino insieme ad altri professionisti fuoriusciti dalla Mushi, la Nippon Sunrise, poi Sunrise. La sua prima direzione dell'animazione è del 1975 nella serie Yūsha Raideen, sempre della Sunrise, con cui inizia il fortunato ciclo robotico di Tomino. Tra il 1976 ed il 1979, infatti, realizzerà insieme a lui le serie di Combattler V, Zambot 3 ed infine Mobile Suit Gundam, di cui cura il character design.

### Dagli anime ai manga
Nel 1981 ottiene il premio Seiun come miglior artista. Negli anni ottanta dirige diverse opere tra serie TV, OAV e lungometraggi, tra i quali si distinguono i film Crusher Joe, Arion e Venus Wars, gli ultimi due dei quali sono tratti da suoi fumetti: dal 1986, infatti, Yas ha iniziato a dedicarsi intensamente all'attività di mangaka. Nel 1991 torna a collaborare con Tomino firmando il character design del lungometraggio Mobile Suit Gundam F91 e l'anno seguente riceve il Nippon mangaka kyokai, l'ambito premio dell'associazione dei mangaka giapponesi. Nel 1995 crea il character design dell'OAV Super Atragon, spin-off del celebre film dal vivo di Ishirō Honda Atragon del 1968.
Sebbene il suo approccio innovativo al character design abbia ispirato molti artisti successivi, nell'ultimo decennio la sua attività nel campo dell'animazione si è molto ridotta a vantaggio di quella come autore di manga, che lo vede ormai affermato sulla scena nipponica ed internazionale, soprattutto grazie ai corposi volumi dedicati a famosi personaggi storici, come Giovanna d'Arco, Gesù e Alessandro Magno, ed al manga seriale Gundam - Origini. È anche apprezzato come scrittore e come illustratore di opere di fantascienza, tra cui la recente light novel Mobile Suit Gundam Unicorn di Harutoshi Fukui, dal quale è stato successivamente tratto un OAV. Nel 2000 ha ricevuto il Media Arts Festival Award for Excellence per il fumetto Ōdō no inu. Tra il 2004 ed il 2006 è tornato all'animazione come character designer della trilogia cinematografica di Mobile Suit Z Gundam: A new translation di Yoshiyuki Tomino, remake per il grande schermo della vecchia serie TV Mobile Suit Z Gundam, cui aveva già contribuito nel 1985. Dal 2006 è anche professore presso l'Università di Arte e Tecnica di Kōbe.
Nel 2015 è tornato all'animazione, dirigendo la serie OAV tratta dal suo manga Gundam - Origini, e poi di nuovo nel 2022, con il film Mobile Suit Gundam: Cucuruz Doan's Island, basato sul 15mo episodio della serie TV Mobile Suit Gundam del 1979.

## Opere principali

### Anime
- Jane e Micci, 1971, serie TV - character design
- Zero Tester, 1973, serie TV - character design
- Star Blazers, 1974, serie TV - storyboard
- Yūsha Raideen, 1975, serie TV - direzione dell'animazione, character design
- Kum Kum il cavernicolo, 1975, serie TV - soggetto, sceneggiatura, direzione dell'animazione, character design
- Combattler V, 1976, serie TV - character design
- Zambot 3, 1977, serie TV - character design
- Hoshi no ojisama Petit Prince, 1978, serie TV - character design
- Mobile Suit Gundam, 1979, serie TV - character design
- Crusher Joe, 1983, lungometraggio - regia
- Kyoshin Gorg, 1984, serie TV - soggetto, regia, sceneggiatura, storyboard,  direzione dell'animazione, character design
- Mobile Suit Z Gundam, 1985, serie TV - character design
- Shiroi kiba howaito Fangu monogatari, 1985, serie TV - character design
- Arion, 1986, lungometraggio - regia, character design
- Il poema del vento e degli alberi, 1987, OAV - regia
- Venus Wars, 1989, lungometraggio - soggetto, regia, sceneggiatura, character design
- Crusher Joe OVA, 1989, OAV - character design
- Mobile Suit Gundam F91, 1991, lungometraggio - character design
- Super Atragon, 1995, OAV - character design
- Mobile Suit Z Gundam I - Eredi delle stelle, 2004, lungometraggio - character design
- Mobile Suit Z Gundam II - Amanti, 2005, lungometraggio - character design
- Mobile Suit Z Gundam III - L'amore fa palpitare le stelle, 2006, lungometraggio - character design
- Mobile Suit Gundam Unicorn, 2010, OAV - character design originale
- Mobile Suit Gundam: The Origin, 2015-2018, OAV - regia generale, character design
- Mobile Suit Gundam: Cucuruz Doan's Island, 2022, lungometraggio - regia, character design

### Manga
- Arion (アリオン?), 1979-1984
- Kurd no hoshi (クルドの星?), 1986
- Venus Wars (ヴイナス戦記?, Venus senki), 1986-1990
- C Court (Cコート?), 1988
- Namuji (ナムジー大国主?), 1989-1991
- Nijiiro no Trotsky (虹色のトロツキー?), 1990-1996
- Anton (安东?), 1992
- Jinmu (神武?), 1992-1995
- Giovanna d'Arco (ジャンヌ?), 1995
- Gesù (イエス?), 1997
- Maraya (マラヤ?), 1998
- Il mio nome è Nerone (我が名はネロ?, Wa ga na wa Nero), 1998-1999
- Ōdō no inu (王道の狗?), 1998-2000
- Neo Devilman (ネオデビルマン?), 1999
- Dattan typhoon (韃靼タイフーン?), 2000
- Nominoo (蚤の王?), 2000
- Gundam - Origini (機動戦士ガンダム: THE ORIGIN?, Kidō Senshi Gandamu: The Origin), 2001-2011
- Alessandro Magno (アレクサンドロス 世界帝国への夢?, Arekusandorosu: sekai teikoku e no yume), 2003